# Woollsia pungens
Woollsia pungens là một loài thực vật có hoa trong họ Thạch nam. Loài này được (Cav.) F.Muell. miêu tả khoa học đầu tiên năm 1873.

## Hình ảnh

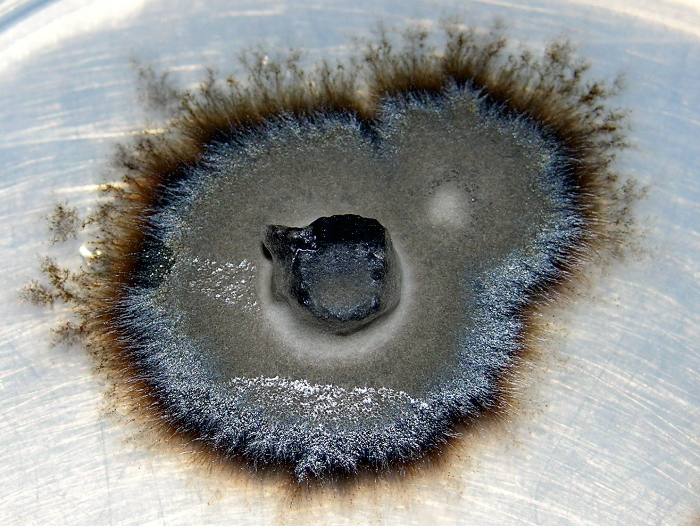
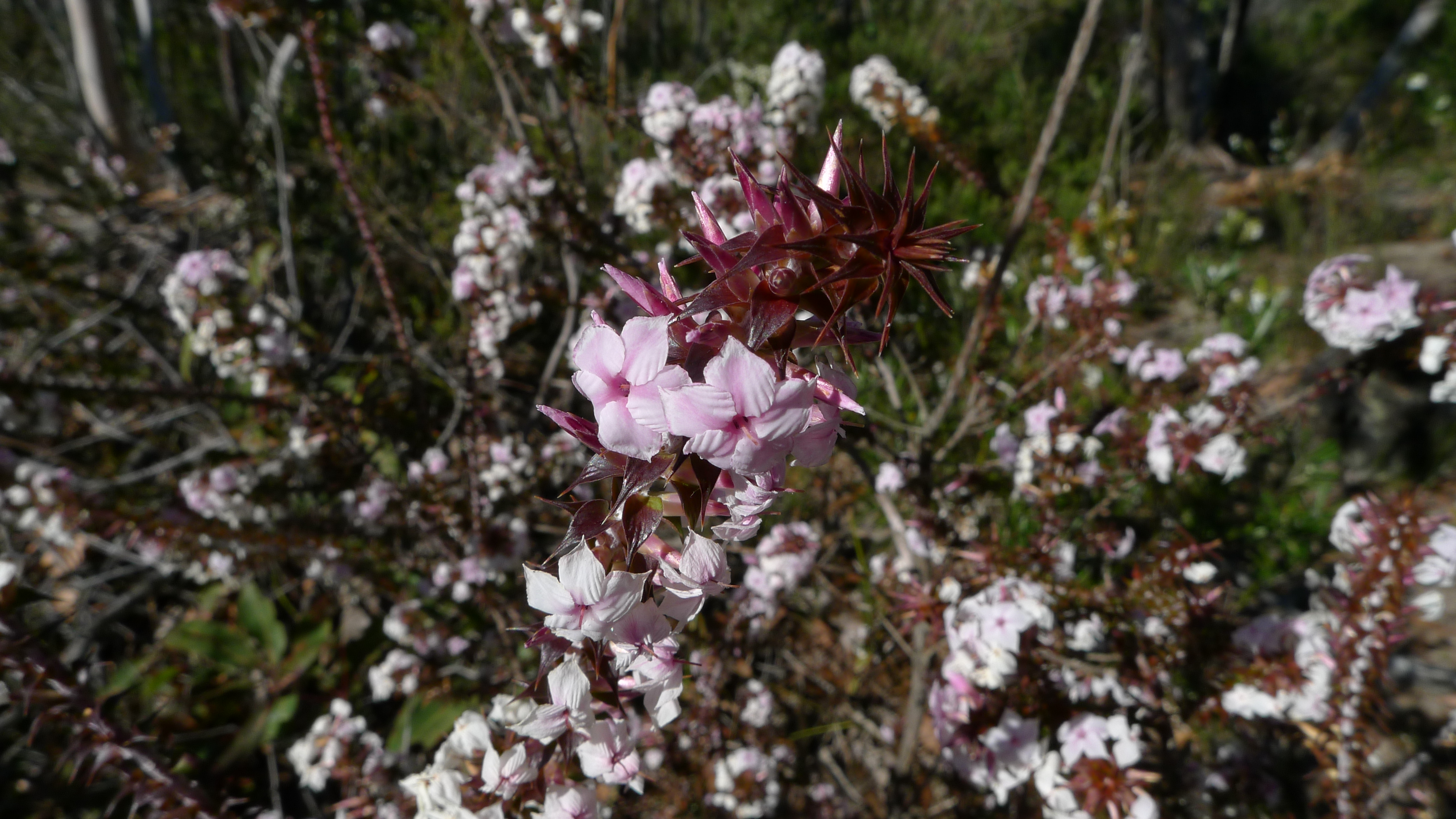
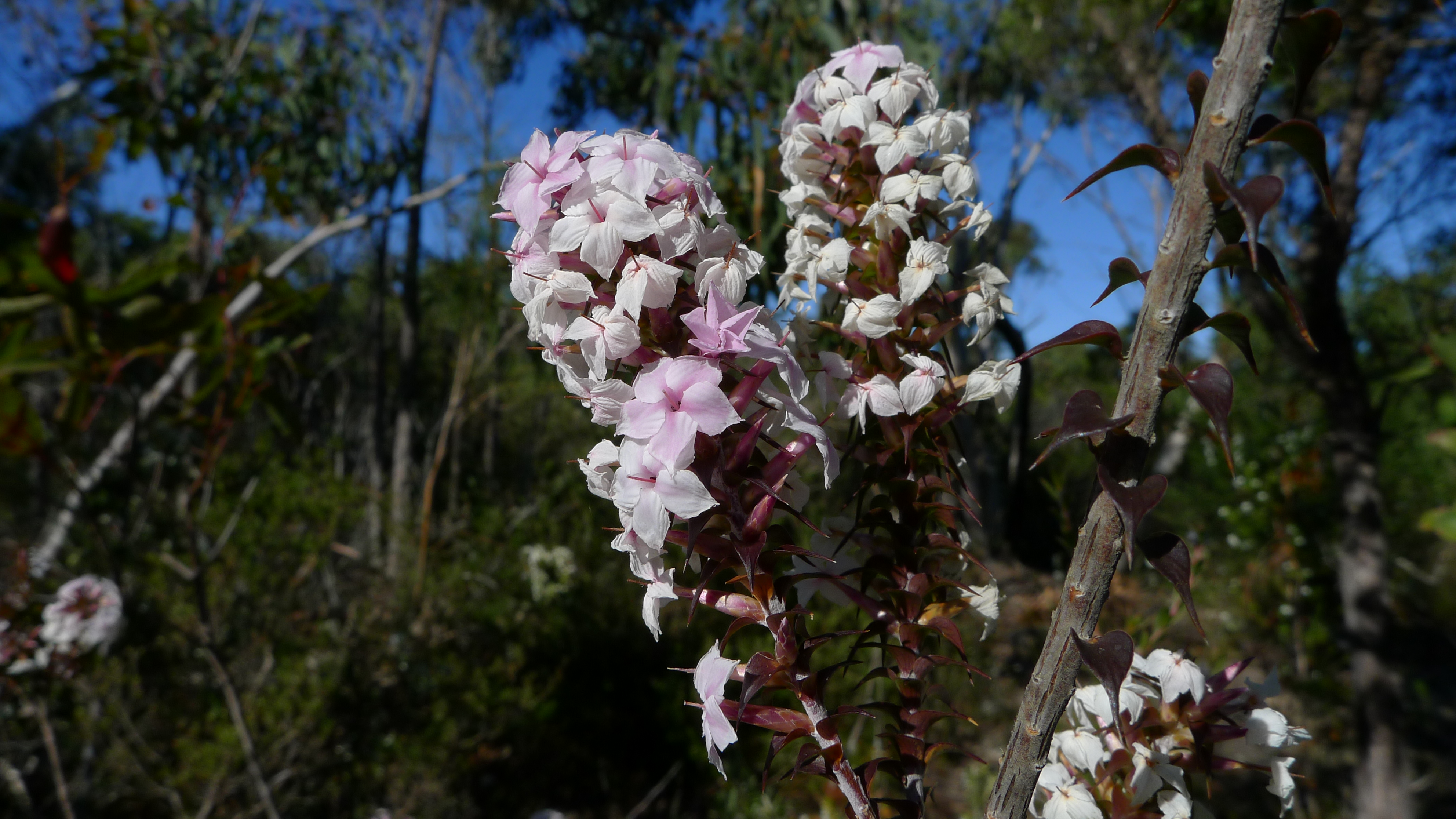
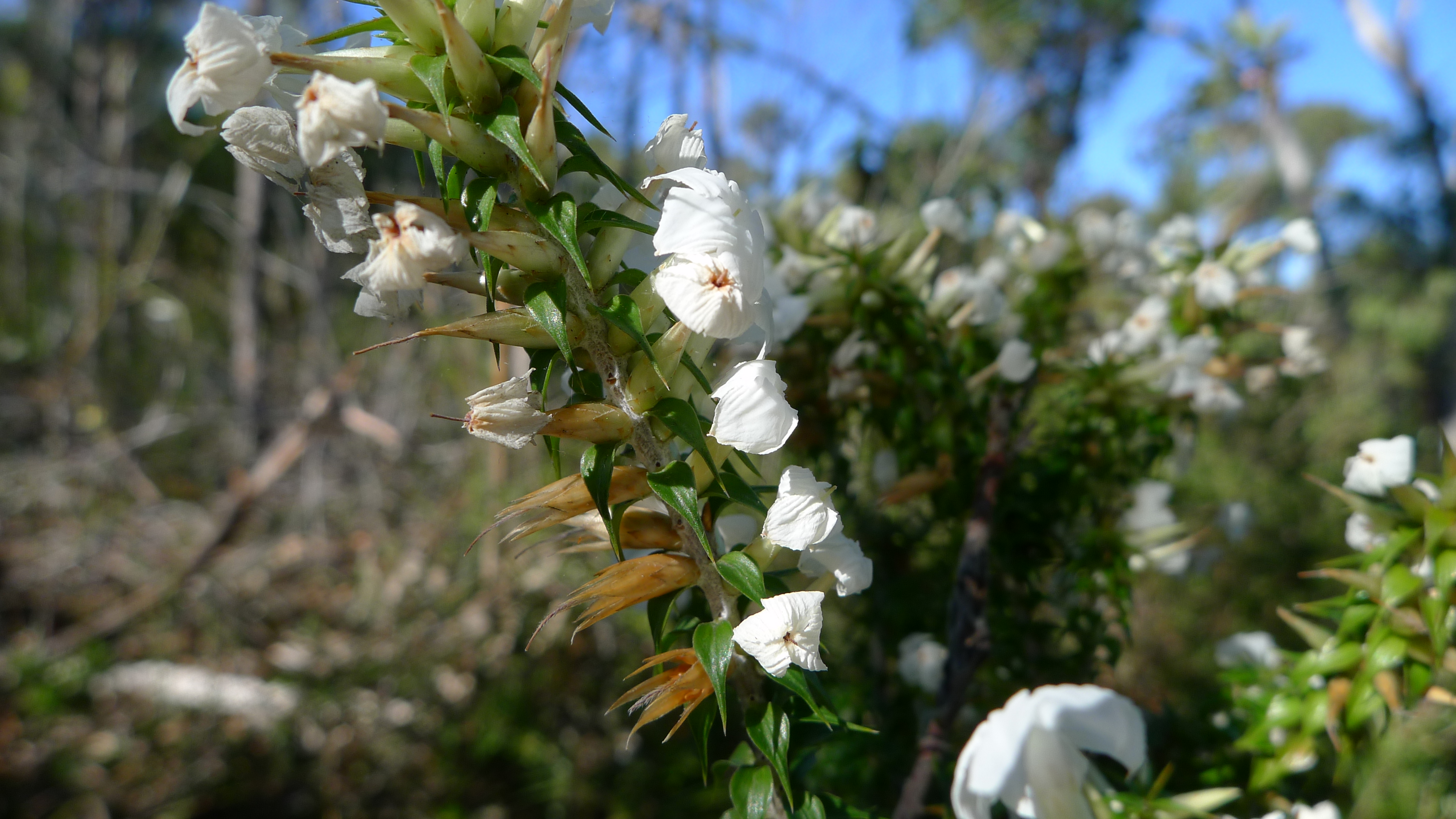